# Râul Bruhoaia
Râul Bruhoaia este un curs de apă, afluent al râului Sălăuța. 